# EBV-Leasing
Die Erste Bank und Sparkassen Leasing GmbH ist die größte markenunabhängige Leasinggesellschaft Österreichs. Sie ist eine Tochtergesellschaft der Erste Group und der Vienna Insurance Group. 

## Geschichte
Die Erste Bank und Sparkassen Leasing GmbH wurde 1979 als Tochtergesellschaft der Ersten österreichischen Spar-Casse und der Bundesländer Versicherung (heute UNIQA Versicherungen AG) in Wien gegründet. Ziel dabei war die Verknüpfung der Produkte Kfz-Leasing und Kfz-Versicherung im Sinne eines Allfinanzansatzes. Diese damals innovative Idee hat bis heute nichts von ihrer Gültigkeit verloren. Das Leasinggeschäft wurde über die Vertriebswege der Muttergesellschaften (Bank-Filialen, Versicherungs-Außendienst) betrieben. 
Ab 1998 wurde der Bankenvertrieb schrittweise um die österreichischen Sparkassen erweitert. Im Februar 2003 wurden unter EBV-Leasing zwei neue Vertriebsfirmen gegründet, um die Integration in die Vertriebswege zu verstärken: s Autoleasing GmbH als 100%ige Tochter der 
Erste Bank und UNIQA Leasing GmbH als 100%ige Tochter der UNIQA. Der Aufbau der damaligen EBV-Leasing blieb dadurch unverändert. Per 1. Februar 2009 verkaufte UNIQA ihren 50 %-Anteil an der EBV-Leasing an die Wiener Städtische Versicherung AG Vienna Insurance Group. In diesem Zusammenhang wurde mit der Wiener Städtische Donau Leasing GmbH eine neue Vertriebsgesellschaft für die Versicherungsunternehmen Wiener Städtische und Donau gegründet. Mit 1. Januar 2013 wurde das Mobilien-Leasing-Geschäft der Erste Group Immorent AG in Österreich und die s Autoleasing GmbH in einer neuen Gesellschaft – Erste Bank und Sparkassen Leasing GmbH – vereint. 
Mit 1. Januar 2015 wurde die Unternehmensstruktur vereinfacht und die EBV-Leasing GmbH & Co. KG in die Erste Bank und Sparkasse Leasing GmbH eingebracht.

## Geschäftszweck
Die Erste Bank und Sparkassen Leasing GmbH und ihre Vertriebsgesellschaft Wiener Städtische Donau Leasing GmbH sind auf das Angebot von Kfz-, Mobilien- und Absatz-Leasing sowie Flottenmanagement-Produkten spezialisiert. Dieses umfasst Finanzierung und Versicherungen. Beim Kfz-Leasing werden Zusatzleistungen rund um das Auto (z. B. Vergünstigungen beim Tanken, Mietwagen oder Fahrsicherheitstrainings) angeboten.
Kennzahlen 2014
- Kunden: 44.000
- Vertragsbestand: 62.500
- Marktanteil: 13 %
- Mitarbeiter: 134

## Auszeichnungen
- EFFIE-Nominierung (International Advertising Association)[4]
- Zertifizierung berufundfamilie (bmfi)[5]